# Лабиди, Мохсен
Мохсен Лабиди (араб. محس _العبيدي‎; род. 15 января 1954, Тунис) — тунисский футболист, защитник.

## Карьера

### Клубная карьера
Во взрослом футболе дебютировал в 1973 году в клубе «Стад Тюнизьен», за который выступал на протяжении шести сезонов.
В 1979 году перешёл в саудовский клуб «Аль-Ахли» (Джидда), где отыграл следующие три сезона своей игровой карьеры. В 1982 году вернулся в Тунис, где вновь стал выступать за «Стад Тюнизьен». Завершил карьеру футболиста в 1988 году.

### Карьера в сборной
В 1974 году дебютировал в официальных матчах в составе национальной сборной Туниса. В 1978 году вошёл в состав команды, которая представляла страну на чемпионате мира в Аргентине.